# Uma Abelha na Chuva
Uma Abelha na Chuva (en català, literalment, "Una abella sota la pluja") és una pel·lícula portuguesa en blanc i negre de 1972 dirigida per Fernando Lopes, en adaptació de la narració homònima de l'escriptor neorealista Carlos de Oliveira. És una de les obres del Novo Cinema que, assimilant aspectes del llenguatge dels avantguardistes francesos de la Nouvelle vague, es manté en la tradició de la crítica social iniciada el cinema portuguès per Manuel Guimarães. Fou rodada el 1968 però no es va estrenar fins al 13 d'abril de 1972 al cinema Estúdio de Lisboa. També fou exhibida com a part de la selecció oficial al Festival Internacional de Cinema de Sant Sebastià 1972.

## Sinopsi
Al camp portuguès, als marges del Mondego, Maria dos Prazeres, aristòcrata arruïnada, i Álvaro Silvestre, propietari feréstec, formen una parella decadent, infeliç i estèril. El seu menyspreu mutu i la seva frustració degenera fins al punt d'implicar tràgicament als seus empleats. És un retrat social típic d'un país aïllat i pobre, víctima d'una ideologia totalitària. «Un univers rural immobilitzador i opressiu, trencat per absències, desavinences o silencis, centrat en una parella - Maria dos Prazeres, Álvaro Silvestre. Relació matrimonial de compromís, que es veu afectada pel conflicte latent de passions, debilitats i desitjos reprimits».

## Repartiment
- Laura Soveral: (Maria dos Prazeres)
- João Guedes: (Álvaro Silvestre)
- Zita Duarte: (Clara)
- Ruy Furtado: (mestre António)
- Carlos Ferreira : (Marcelo)
- Adriano Reis : (Jacinto, el cotxer)
- Fernando de Oliveira : (Medeiros, director del diari)
- Maria Teresa : (Geny Frias)
- Companhia de Teatro Desmontável de Rafael de Oliveira

## Crítica
Per Mathias Lavin, la pel·lícula es caracteritza per un «lirisme distanciat i dur, recolzat per una estilització forta i reivindicada». Fernando Lopes recorre a contrastos de ritme en l'edició, a la repetició d'imatges o diàlegs, a congelar fotogrames, a un so que l'origen de vegades és incert, donant un film auster però musical, misteriós fins a tendir a l'abstracció.
L'investigador associa el motiu inicial del brodat i el motiu final de l'encaix amb teranyines: «tots els personatges representats es troben en realitat en una xarxa de la qual no se'n poden desfer, cosa que permet una interpretació ideològica més àmplia on el seu destí [la immobilitat] s'aplica a tot un país que després es va mantenir sota un règim dictatorial».